# Popůvky (Brno-vidéki járás)
Popůvky település Csehországban, a Brno-vidéki járásban. Popůvky Brno, Troubsko, Ostrovačice, Omice és Střelice településekkel határos. Lakosainak száma 1809 fő (2024. január 1.).

## Népesség
A település lakosságának változását az alábbi diagram mutatja:
| Lakosok száma | 237  | 282  | 394  | 589  | 584  | 599  | 1532 | 1608 | 1709 | 1809 |
|               | 1869 | 1890 | 1921 | 1950 | 1980 | 2001 | 2017 | 2019 | 2022 | 2024 |